# 高穗花报春
高穗花报春（学名：Primula vialii）为报春花科报春花属下的一个种。多年生草本。花期七月。产于云南西北部(洱源，丽江，永宁，中甸，维西)，和四川西南部 (木里,稻城)。生产于湿草地和沟谷水边，海拔2800-4000米。
高穗花报春的叶狭椭圆形至矩圆形，或披倒针形，连柄长10-30厘米，宽2-4 (7)厘米，先端圆钝，基部渐狭窄，边缘具不整齐小齿，两面均披柔毛；有时下面仅沿叶脉披柔毛，其余部分几乎无毛，中肋宽扁，侧脉12-18对，在下面显著；叶柄通常短于叶片1-2倍，果期时与叶片近等长。

## 扩展阅读
- 維基物種上的相關：高穗花报春